# Gagil-Tomil
Gagil-Tomil  a veces Gagil-tamil, pero también Tomil-Gagil (raras veces Gagil Tamil), es la segunda mayor isla de las Islas Yap, un pequeño archipiélago en el Pacífico occidental, parte de los Estados Federados de Micronesia. Se trata de un territorio a unos 1300 km de Nueva Guinea y 870 km de Guam.
La isla boscosa situada al noreste de Yap (separadas por el Canal Tagireeng).
Para el censo de 2000, 1757 personas vivían en la isla.
Los nombres hacen referencia al nombre de doble fueron las dos comunidades Gagil y Tomil.